# Semir Osmanagić
Semir Osmanagić, född 1 juni 1960 i Zenica i nuvarande Bosnien-Hercegovina, är författare, pseudoantropolog och affärsman som bor och arbetar i Houston, USA. Han är främst uppmärksammad för sin ståndpunkt, som inte har stöd av andra vetenskapsmän, att några naturformationer i Bosnien-Hercegovina egentligen är uråldriga pyramider, vilka han kallar Bosniska pyramider.

## Biografi
Semir Osmanagić har avlagt doktorsexamen vid fakulteten för statsvetenskap vid universitetet i Sarajevo med en avhandling om mayakulturen.
Efter att ha flyttat till Houston, USA, arbetade han som chef för produktionsbolaget, "Houston Protectors, Inc".  1995 grundade han bolaget Met Company Inc som producerar och bearbetar metalldelar för industrin, bland annat petroleum- och byggindustrin. Met Company Inc sysselsätter mer än 120 anställda. Han äger också "Met Holding Group, LLC", Houston.
Semir Osmanagić var professor i antropologi vid det kontroversiella, privatägda American University in Bosnia and Herzegovina som sedan 2021 upphört sin verksamhet på grund av tvivelaktigheter. År 2005 grundade han stiftelsen "Arkeologiska Parken: Bosniska Solpyramiden" som arbetar för att genomföra utgrävningar samt främja geo-arkeologisk forskning och arkeologisk turism. Sedan 2009 är han medlem av Arkeologiska sällskapet i Alexandria.
För sitt ideella arbete i Houston fick han den 24 maj 2013 motta ett certifikat med sigill från USA:s representanthus och ett silverfat med texten "Stars Among Us" (Stjärnor ibland oss)  av Alliance for Multicultural Community Services.